# Michaľany
Michaľany (allemand : Nickel, hongrois : Alsómihályi) est un village de l'est de la Slovaquie, situé dans la région historique de Zemplín.

## Géographie

### Transport
Le village est situé sur le croisement de la ligne de chemin de fer 190 entre la Gare de Košice et de Čierna nad Tisou et d'un embranchement (ligne 191) en direction de la ville de Trebišov.

### Microrégion
Michaľany est, depuis 2007, le siège de la microrégion de Roňava. Les autres villages faisant partie de la microrégion sont Brezina, Byšta, Čeľovce, Egreš, Kazimír, Kuzmice, Lastovce, Luhyňa, Nižný Žipov, Slivník, Stanča, Veľaty et Zemplínska Nová Ves. Le nom Roňava provient de la rivière homonyme affluente du Bodrog.

## Histoire
La première mention écrite du village remonte à 1252.
La localité fut annexée par la Hongrie après le premier arbitrage de Vienne le 2 novembre 1938. En 1938, on comptait 1156 habitants dont 75 d'origine juive. Elle faisait partie du district de Sátoraljaújhely (hongrois : Sátoraljaújhelyi járás). Durant la période 1938 -1945, le nom hongrois Alsómihályi était d'usage. À la libération, la commune a été réintégrée dans la Tchécoslovaquie (Slovaquie depuis 1993) reconstituée.
Le village a subi une inondations le 16 mai 2010.

## Démographie

### Évolution de la population
| Année:               | 1994. | 2004.   | 2014.    | 2024.    |
| -------------------- | ----- | ------- | -------- | -------- |
| Nombre de personnes: | 1721  | 1755    | 1946     | 1735     |
| Différence:          |       | +1,97 % | +10,88 % | -10,84 % |

| Année:               | 2023. | 2024.   |
| -------------------- | ----- | ------- |
| Nombre de personnes: | 1743  | 1735    |
| Différence:          |       | -0,45 % |